# 国道449号

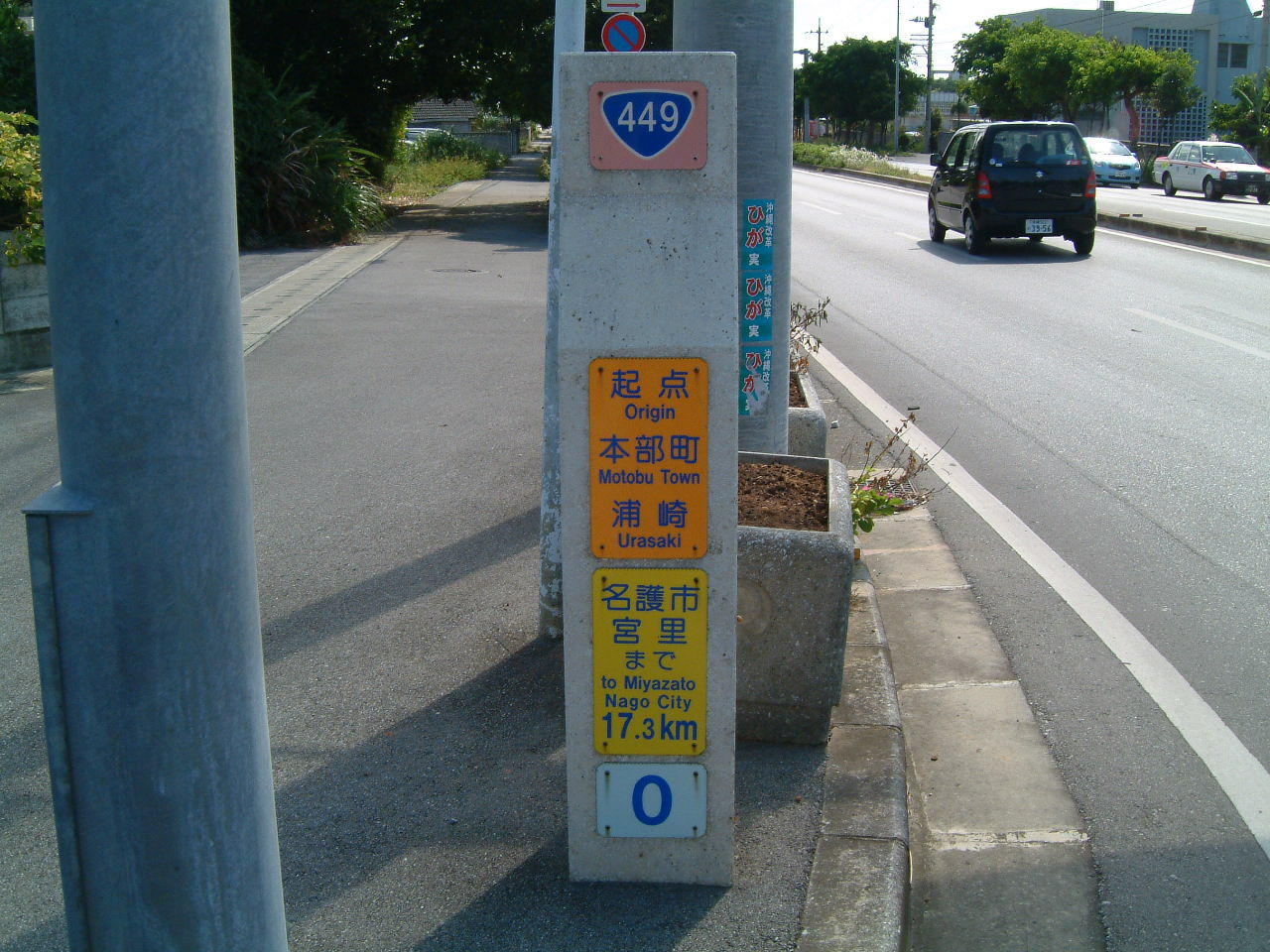
沖縄県国頭郡本部町にある起点キロポスト

国道449号（こくどう449ごう）は、沖縄県国頭郡本部町から名護市に至る一般国道である。

## 概要
もともとは国頭郡本部町から今帰仁村経由で名護市を結ぶ現在の国道505号（名護市の一部を除く）と合わせて本部循環線とよばれていたが、1982年（昭和57年）に南部区間に当たるこの路線が先に昇格した。なお終点はもともと名護市東江だったが、宮里（宮里3丁目交差点） - 東江（東江4丁目交差点）間が国道58号となったため、名護市宮里へ変更された。

### 路線データ
一般国道の路線を指定する政令に基づく起終点および重要な経過地は次のとおり。
- 起点：沖縄県国頭郡本部町（字浦崎、国道505号・沖縄県道114号線起点）
- 終点：名護市（宮里3丁目交差点[注釈 2] = 国道58号）
- 重要な経過地：なし
- 総延長 : 25.4 km[2][注釈 3]
- 重用延長 : なし[2][注釈 3]
- 未供用延長 : なし[2][注釈 3]
- 実延長 : 25.4 km[2][注釈 3]
  - 現道 : 17.8 km[2][注釈 3]
  - 旧道 : 7.6 km[2][注釈 3]
  - 新道 : なし[2][注釈 3]
- 指定区間：なし[3]

## 歴史
- 1953年 - 名護町（現：名護市）城 - 本部町渡久地間が琉球政府道112号線、国頭郡羽地村（現：名護市）仲尾次 - 国頭郡本部町渡久地交差点間が琉球政府道124号線となる。
- 1972年 - 本土復帰と同時に琉球政府道112号線と113号線（名護市伊差川 - 呉我）の全線、124号線の名護市呉我 - 本部町渡久地交差点間が主要地方道本部循環線（県道112・113・124→71号）に指定される（124号線の名護市仲尾次 - 呉我間は県道124号線となる）。
- 1975年 - 名護海岸道路（本部循環線バイパス・名護市東江58号分岐点 - 宮里・現国道58号）と本部大橋（国頭郡本部町大浜 - 渡久地）が開通。
- 1977年 - 国頭郡本部町大浜 - 渡久地間を本部大橋経由のルートに変更、旧道区間が本部循環線から外され、以下の通りに変更される。
  - 国頭郡本部町大浜 - 渡久地港入口・本部町道へ降格後、1995年に一部を除き沖縄県道244号渡久地山入端線に再昇格される。
  - 国頭郡本部町渡久地港入口 - 渡久地交差点・沖縄県道219号渡久地港線に変更（主要地方道から降格）。
  - 国頭郡本部町渡久地交差点 - 本部大橋交点・県道116号線（主要地方道から降格）に変更後、1994年に主要地方道名護本部線（県道84号）に再昇格。
- 1982年4月 - 本部循環線のうち名護市東江4丁目交差点 - 本部町浦崎（海洋博公園入口交差点）間が国道に昇格、一般国道449号となる[4]。
- 1987年4月 - 国道58号名護バイパス（名護市宮里 - 伊差川）全線開通（1986年開通）により名護市東江4丁目交差点 - 宮里3丁目交差点が国道58号となる（同時に管理が県から国へ移管し指定区間となる）。本線は当分の間重複区間となるが、のちに国道58号単独区間となりルートから外される（1996年に宮里3丁目交差点改良工事で東江方面からの優先道路がこれまでの国道449号方面から国道58号国頭方面へ変更される）。
- 1993年 - 名護バイパスの名護市安和 - 山入端間が部分開通する。その後も所々で部分開通する。
- 2007年 - 名護バイパスが全線開通。
- 2010年代 - 本部南道路が全線開通。
- 2021年1月 - 名護バイパスに並行する現道区間のうち屋部 - 宮里の区間で最大積載量8 tを超える大型貨物自動車の通行が規制される[5]。
- 2022年6月 - 新本部大橋が本部大橋の横（山側）に開通（暫定的に新橋に移したうえで従来の本部大橋は改良工事の後最終的には4車線化する予定）[6]。

## 路線状況

### バイパス
- 本部北道路（本部町渡久地 - 大浜）
- 本部南道路（本部町大浜 - 名護市安和）
- 名護バイパス（名護市安和 - 宮里）

### 路線バス
- 65番・本部半島（渡久地廻り）線（琉球バス交通・沖縄バス共同運行）　名護市宮里→本部町浦崎（本部町崎本部の一部と本部大橋区間は除く、名護市宮里→安和間は旧道経由）
- 66番・本部半島（今帰仁廻り）線（琉球バス交通・沖縄バス共同運行）　本部町浦崎→名護市宮里（本部大橋区間と本部町崎本部の一部を除く、名護市安和→宮里間は旧道経由）
- 70番・備瀬線（琉球バス交通・沖縄バス共同運行）　本部町浦崎 - 大浜（本部大橋経由）
- 76番・瀬底線（琉球バス交通・沖縄バス共同運行）　本部町大浜 - 健堅
- 117番・高速バス（美ら海直行）（琉球バス交通・沖縄バス・那覇バス3社共同運行）　全区間（本部町崎本部の一部を除く、名護市安和 - 宮里間はバイパス経由）
- 888番・やんばる急行バス　全区間（本部町崎本部の一部を除く、名護市安和 - 宮里間はバイパス経由）

## 地理

### 通過する自治体
- 沖縄県
  - 国頭郡本部町 - 名護市

### 交差する道路
- 国道505号・沖縄県道114号線（本部町浦崎（起点））
- 沖縄県道91号本部循環線（起点 - 終点の全線）
- 沖縄県道84号名護本部線（本部町渡久地）
- 沖縄県道172号瀬底健堅線（本部町健堅）
- 沖縄県道244号渡久地山入端線（名護市山入端）
- 沖縄県道72号名護運天港線（名護市屋部）
- 国道58号（名護市宮里(終点)）